# Carlos Diaz Ruiz
Carlos Diaz Ruiz (Ciudad de México, 1979) es un académico Mexicano. Es profesor-investigador (en sueco, Forskardoctor) en Hanken School of Economics, en Finlandia. Es integrante del consejo de administración de CERS. Su especialidad es marketing, cultura de consumo y desinformación.

## Actividad Académica
Es doctor en Economía y Administración de Empresas por la Hanken School of Economics (Finlandia). Mediante la tesis doctoral, “Market Representations in Action: Foundations for the performativity of representations in marketing" (2014) estudió la evolución de la investigación de mercados. En el proceso de investigación analizó informes de mercado y estudió la toma de decisiones estratégicas para identificar los aspectos que llevan a las empresas a actuar. Se ha focalizado en estrategia empresarial, en el marco de la teoría de cultura de consumo.
Su trabajo de investigación sobre desinformación explora las dinámicas por las que los consumidores interactúan con teorías de conspiración en redes sociales. Esta investigación sobre cómo las teorías de conspiración convencen a los consumidores ha recibido cobertura en medios internacionales, y se ha traducido a varios idiomas incluyendo el sueco, danés, y turco.

## Publicaciones selectas (revistas científicas arbitradas)
De sus ensayos y artículos académicos publicados en revistas científicas arbitradas cabe destacar: 
- 2023, Disinformation and Echo Chambers: How Disinformation Circulates in Social Media Through Identity-Driven Controversies. Journal of Public Policy & Marketing.[8] Esta publicación recibió el premio Thomas Kinnear.[15]
- 2021, Market bifurcations in boardsports: How consumers shape markets through boundary work. Journal of Business Research.[16]
- 2020, Feral segmentation: How cultural intermediaries perform market segmentation in the wild. Marketing Theory.[17]
- 2020, Moments of luxury: Hedonic escapism as a luxury experience. Journal of Business Research.[18]

## Premios y distinciones
- 2025 - Thomas C. Kinnear / Journal of Public Policy & Marketing Award otorgado por la American Marketing Association[15]
- 2023 - Market Research Society - Seleccionado como finalista a la mejor publicación en el International Journal of Market Research en 2022.[19]
- 2022 - Insight250, listado de principales investigadores en estudios de mercado, publicado por ESOMAR (Sociedad Europea de Opinión e Investigación de Mercados).[20]
- 2019 - ANZMAC (Asociación Australiana y Neozelandesa de Mercadotecnia) - Best paper en educación de mercadotecnia.[21]
- 2011 - Asociación Británica de Marketing - Tesis Doctoral.[22]